# Rafael Baquero
Rafael Baquero Herrera (6 de octubre de 1906 - década de 1980) Político de izquierdas colombiano, fue uno de los fundadores del Partido Comunista Colombiano.

## Biografía
Nació en Bogotá el 6 de octubre de 1906, hijo de una familia liberal acomodada. Estudió en Liceo La Salle y en el Colegio Pío XII. Cursó estudios de Derecho en la Universidad Externado de Colombia, en donde sus simpatías por la izquierda lo hicieron afiliarse a pequeños círculos políticos, el primero denominado “Marxista-Comunista”, y posteriormente uno autodenominado “Los sin Dios”.
En 1927 se vinculó al Partido Socialista Revolucionario, a cuya dirección legal perteneció (la dirección conspirativa era comandada por Tomás Uribe Márquez), siéndole encargada la labor de redacción del primer programa del PSR. 
Para 1930 participó de la fundación del Partido Comunista de Colombia (17 de julio), sección de la Internacional Comunista, siéndole encargada la reconstrucción partidaria en la zona bananera del departamento de Magdalena, siendo detenido varias veces durante el cumplimiento de dicha tarea.
A finales de 1932, el Comité Central del PCC le encarga a Baquero la misión de trasladarse a Venezuela para colaborar en cuestiones organizativas con el Partido Comunista de Venezuela, que se hallaba en la clandestinidad. Para 1933 regresa a Colombia ante la constante persecución de la policía venezolana. Posteriormente fue designado para el trabajo comunista en el departamento de Caldas.
En 1935 Baquero viaja como parte de la delegación colombiana al VII Congreso de la Internacional Comunista en Moscú. La representación colombiana la completaban Augusto Durán (secretario general del PCC), José Gonzalo Sánchez (líder indígena comunista del Cauca) y el sindicalista Filiberto Barrero.
Para 1936 Baquero resultó elegido como secretario del Frente Popular Antifascista, conformado por comunistas y liberales de izquierda en apoyo al gobierno progresista de Alfonso López Pumarejo. En 1937 fue designado para la labor de asesoría de los “concejales rojos” de Viotá, municipio en donde el trabajo agrario del PCC era muy influyente.
Entre 1946 y 1947 Baquero se desempeñó como diputado por Cundinamarca. Durante la década de 1950 se desempeñó como demógrafo en la Contraloría Nacional y como director del censo nacional de población.
Fue director del Instituto Cultural Colombo-Soviético, centro de difusión de conocimientos sobre lengua y cultura rusas y de contactos con distintos establecimientos de la URSS. 
Formó parte durante muchos años de la Dirección Nacional del Partido Comunista, representándolo en diversas reuniones y conferencias internacionales.

## Obras en lengua española
- Rafael Baquero (1939). La guerra y la ofensiva del imperialismo yanqui en Colombia.
- Rafael Baquero (1972). La Economía Nacional y la Política de Guerra en Colombia. Bogotá: Ed. Estrategia.
- Carlos Arango Z. (1983). Forjadores de la revolución colombiana. Bogotá: Colombia Nueva.

- Datos: Q6097017